# الجيزة (مدينة)
مدينة الجِيزَة هي عاصمة محافظة الجيزة. وتشكل مع القاهرة وشبرا الخيمة معاً القاهرة الكبرى. وتقع مدينة الجيزة في شمال مصر بين نهر النيل إلى الشرق والصحراء الغربية إلى الغرب. وهي تلاصق القاهرة عاصمة مصر. والجيزة من كبرى المدن المصرية من حيث المساحة والسكان. وهي من المدن القديمة التي أنشئت وقت فتح المسلمون لمصر ويقع بالجيزة مناطق مهمة مثل أهرام الجيزة والمتحف المصري الكبير وأبو الهول.

## التسمية
ذكرها ياقوت الحموي في معجم البلدان فقال: الجيزة في لغة العرب معناها الوادي أي أفضل موضع فيه، والجيزة بلد على النيل في غرب فسطاط مصر قبالتها. وفي الخطط المقريزية قال: الجيزة هي الناحية والجانب للوادي، والجيز هو جانب الوادي وقد يقال فيه الجيزة، والجيزة اسم لقرية كبيرة جميلة البنيان على النيل من جانبه الغربي تجاه مدينة فسطاط مصر. ووردت في كتاب الانتصار أن مدينة الجيزة هي مدينة إسلامية بنيت في سنة 21هـ، ووردت في أحسن التقاسيم للمقدسي: أن الجيزة مدينة خلف العمود (يقصد مقياس النيل)، وكانت الطريق إليها من الجزيرة على جسر إلى أن قطعه الخليفة الفاطمي، وقال أميلينو في كتابه جغرافية مصر إن اسمها القديم تيبرسيس، وهذا خطأ لأن يرسيس هو الاسم القديم لقرية ترسا لواقعة جنوبي الجيزة، وهي من عهد الرومان وأما الجيزة فهي مدينة إسلامية أنشئت في سنة 642م - 21هـ وهي قاعدة مركز الجيزة من سنة 1884م.

## التاريخ

### العصور القديمة
حوت منطقة الجيزة علي مقابر للعديد من فراعنة مصر القديمة في الألفية الثانية قبل الميلاد. أشهر هذه المقابر هي الثلاث مقابر هرمية الشكل المعروفة باسم مجمع أهرامات الجيزة.

### العصور القديمة إلي العصور الوسطي

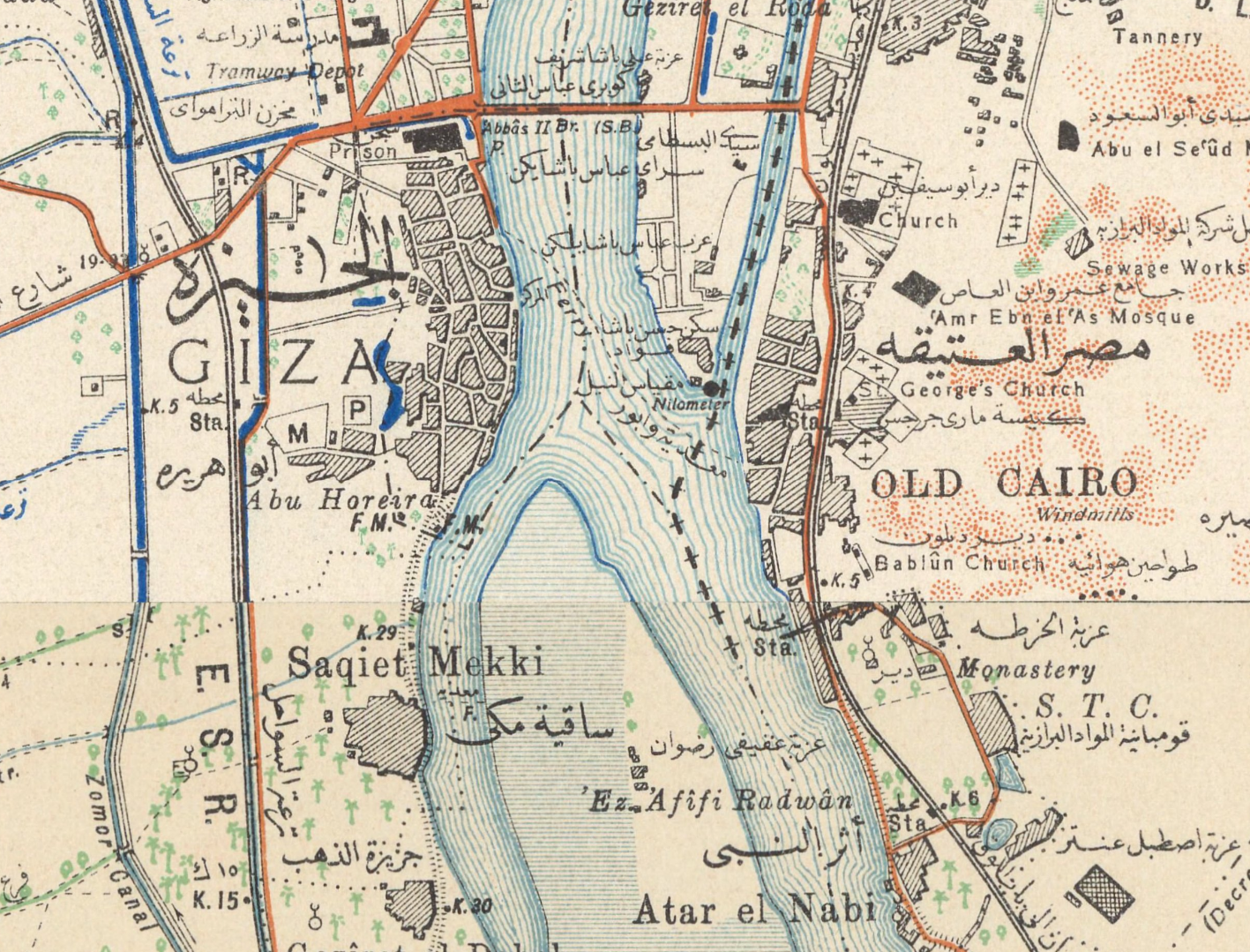
خريطة لمدينة الجيزة ومصر العتيقة (1912)

مرت مصر القديمة بالعديد من الفتوحات تحت حكم الفرس، واليونانيين، والبيزنطيين والرومان، وتأثرت بهذه الفتوحات المنطقة المعروفة الآن باسم الجيزة. لا يجب خلط القرية البيزنطية Phylake (باليونانية:Φυλακή) أو ترسو (بالقبطية: ϯⲣⲥⲱ، أي الحصن، والآن ترسا) التي كانت تقع جنوب الجيزة معها.
أطلق المصريون القدماء على المنطقة اسم تيبرسيس (بالقبطية: ϯⲡⲉⲣⲥⲓⲥ). روي سعيد بن البطريق إسطورة عن تأسيس المدينة وتسميتها من قبل أردشير الثالث الأخميني، بينما قال أبو صالح أنها أسست من قبل الملك الفارسي هوش بالتزامن مع بناء حصن بابليون.
فتح مسلمو الخلافة الراشدة مصر بعد نصرهم علي البيزنطيين في معركة اليرموك عام 636 م. وكانوا قد سيطروا علي جميع أراضي مصر في وقت فتح مدينة الإسكندرية في 641 م. بعد عام واحد في 642 م (21 هـ)، قام المسلمون بتأسيس مدينة الجيزة، والتي تعني الوادي أو الهضبة بالعربية نظرًا لتضاريسها.

## الجغرافيا والسكان
مدينة الجيزة هي عاصمة محافظة الجيزة، يبلغ عدد سكانها 9,623,518 مليون نسمة حسب تقديرات عام 2024، والذي يضعها في المركز الثاني من المدن المصرية من حيث عدد السكان بعد القاهرة.
| منطقة                                         | (تعداد السكان) | (تعداد السكان) | مساحة كم2 | الكثافة لكل كم2 (2018) |
| منطقة                                         | 2006           | 2018 تقديرات*  | مساحة كم2 | الكثافة لكل كم2 (2018) |
| --------------------------------------------- | -------------- | -------------- | --------- | ---------------------- |
| الجيزة، 9 أقسام                               | 2,681,863      | 4,521,647      | 98.4      | 45,952                 |
| الجيزة، 10 أقسام                              | 2,822,271      | 4,716,617      | 115.7     | 40,766                 |
| الجيزة، 10 أقسام + مركز الجيزة                | 3,063,777      | 5,094,164      | 187       | 27,241                 |
| الجيزة، 10 أقسام + الجيزة، كرداسة، مركز أوسيم | –              | 6,083,790      | 338.9     | 17,951                 |

### المناخ
مناخ الجيزة مناخ صحراوي جاف، ويتشابه مع مناخ القاهرة لقربهما. تتواتر العواصف في أنحاء مصر في الربيع، جالبة معها رمال صحراوية في شهور مارس وأبريل. تتراوح درجات الحرارة الكبرى في الشتاء من 16 إلي 20°م، بينما تقل الصغرى عن 7°م في المساء. تزيد درجات الحرارة الكبرى عن 40°م في الصيف، وتصل الصغرى إلى 20°م. تندر الأمطار في الجيزة، وتندر جدًا درجات البرودة القارصة وسقوط الثلج. حسب أغسطس 2013 كانت أعلى درجة حرارة مسجلة 48°م في 13 يونيو 1965، وأقل درجة حرارة مسجلة كانت 2°م في 8 يناير 1966.
| البيانات المناخية لـلجيزة                       | البيانات المناخية لـلجيزة | البيانات المناخية لـلجيزة | البيانات المناخية لـلجيزة | البيانات المناخية لـلجيزة | البيانات المناخية لـلجيزة | البيانات المناخية لـلجيزة | البيانات المناخية لـلجيزة | البيانات المناخية لـلجيزة | البيانات المناخية لـلجيزة | البيانات المناخية لـلجيزة | البيانات المناخية لـلجيزة | البيانات المناخية لـلجيزة | البيانات المناخية لـلجيزة |
| الشهر                                           | يناير                     | فبراير                    | مارس                      | أبريل                     | مايو                      | يونيو                     | يوليو                     | أغسطس                     | سبتمبر                    | أكتوبر                    | نوفمبر                    | ديسمبر                    | المعدل السنوي             |
| ----------------------------------------------- | ------------------------- | ------------------------- | ------------------------- | ------------------------- | ------------------------- | ------------------------- | ------------------------- | ------------------------- | ------------------------- | ------------------------- | ------------------------- | ------------------------- | ------------------------- |
| الدرجة القصوى °م (°ف)                           | 28 (82)                   | 30 (86)                   | 36 (97)                   | 41 (106)                  | 43 (109)                  | 46 (115)                  | 41 (106)                  | 43 (109)                  | 39 (102)                  | 40 (104)                  | 36 (97)                   | 30 (86)                   | 46 (115)                  |
| متوسط درجة الحرارة الكبرى °م (°ف)               | 19.3 (66.7)               | 20.9 (69.6)               | 24.2 (75.6)               | 28.4 (83.1)               | 32 (90)                   | 34.9 (94.8)               | 34.5 (94.1)               | 34.4 (93.9)               | 32.4 (90.3)               | 30.2 (86.4)               | 25.4 (77.7)               | 21.1 (70.0)               | 28.1 (82.7)               |
| المتوسط اليومي °م (°ف)                          | 13 (55)                   | 14 (57)                   | 17.2 (63.0)               | 20.5 (68.9)               | 24 (75)                   | 27.1 (80.8)               | 27.5 (81.5)               | 27.5 (81.5)               | 25.6 (78.1)               | 23.5 (74.3)               | 19.2 (66.6)               | 15 (59)                   | 21.2 (70.1)               |
| متوسط درجة الحرارة الصغرى °م (°ف)               | 6.8 (44.2)                | 7.2 (45.0)                | 10.3 (50.5)               | 12.7 (54.9)               | 16.1 (61.0)               | 19.3 (66.7)               | 20.6 (69.1)               | 20.7 (69.3)               | 18.9 (66.0)               | 16.8 (62.2)               | 13 (55)                   | 8.9 (48.0)                | 14.3 (57.7)               |
| أدنى درجة حرارة °م (°ف)                         | 2 (36)                    | 4 (39)                    | 5 (41)                    | 8 (46)                    | 11 (52)                   | 16 (61)                   | 17 (63)                   | 17 (63)                   | 16 (61)                   | 11 (52)                   | 4 (39)                    | 4 (39)                    | 2 (36)                    |
| الهطول مم (إنش)                                 | 4 (0.2)                   | 3 (0.1)                   | 2 (0.1)                   | 1 (0.0)                   | 0 (0)                     | 0 (0)                     | 0 (0)                     | 0 (0)                     | 0 (0)                     | 0 (0)                     | 3 (0.1)                   | 4 (0.2)                   | 17 (0.7)                  |
| المصدر #1: Climate-Data.org                     |                           |                           |                           |                           |                           |                           |                           |                           |                           |                           |                           |                           |                           |
| المصدر #2: Voodoo Skies for record temperatures |                           |                           |                           |                           |                           |                           |                           |                           |                           |                           |                           |                           |                           |

### التقسيم الإداري
تنقسم مدينة الجيزة إلى ثمانية أحياء هي:
- حي شمال الجيزة.
- حي الدقي.
- حي العجوزة.
- حي بولاق الدكرور.
- حي العمرانية.
- حي الهرم.
- حي الوراق.
- حي جنوب الجيزة.

### الميادين
- ميدان الجيزة
- ميدان سفنكس
- ميدان مصطفى محمود
- ميدان لبنان
- ميدان النهضة
- ميدان الرماية

## الاقتصاد
تتجمع فيها معظم السفارات الأجنبية فضلًا عن بعض الوزارات والمؤسسات التجارية والصناعية والسياحية.

### الصناعة
تأسست في الجيزة معامل للتبغ والمواد الكميائية والاستديوهات السينمائية.

### السياحة
تعتبر الجيزة من أكبر المراكز السياحية بمصر لغناها بالآثار المصرية القديمة، مثل أهرامات الجيزة وتمثال أبو الهول. تنتشر بها الفنادق والمطاعم والبازارات. تقع حديقة حيوان الجيزة وهي أول حديقة حيوان تبنى في أفريقيا بالجيزة. وستصبح مركزًا لأكبر متحف للآثار في العالم عند الانتهاء من بناء المتحف المصري الكبير، المتوقع افتتاحة في 2021، والذي سيفوق المتحف المصري بالقاهرة سعًة وحجمًا.

## البنية التحتية

### التعليم
تضم الجيزة مؤسسات تعليمية عديدة أشهرها جامعة القاهرة، التي تم نقلها إلى الجيزة عام 1924. تعتبر الجيزة مركزًا تعليميًا ليس فقط لمصر ولكن لمنطقة حوض البحر الأبيض المتوسط بأسرها. هناك العديد من المدارس، والحضانات، ومؤسسات التعليم العالي بالجيزة وتضم: مدرسة القاهرة اليابانية، والمدرسة الألمانیة الإنجیلیة الثانویة بالقاهرة في حي الدقي.

### الصحة
تتوفر خدمات الرعاية الصحية علي نطاق واسع بالجيزة، فيوجد أكثر من 170 مستشفي خاص، 20 مستشفى حكومي، وغيرها من الوحدات الطبية الريفية ومراكز الصحة.

### الرياضة
يوجد مقر نادي الزمالك - ثاني أنجح نادي لكرة القدم في مصر وأفريقيا - بميت عقبة في الجيزة، بالقرب من نادي ترسانة ونادي الصيد.

### الحدائق والملاهي
- حديقة حيوان الجيزة
- حديقة الأورمان
- دريم بارك

### النقل والمواصلات
تحتوي المحافظة على شبكة طرق واسعة، كما تحتوي علي شبكة مترو وقطارات تشترك بهما مع القاهرة، ومراكب نهرية تستخدم في النقل والترفيه. يعرف عن حركة المرور بالجيزة كونها مزدحمة على نحو مستمر وتشمل المركوبات المستخدمة:
- التاكسي
- الميكروباص
- التوك توك
- الفلوكة
- خدمة أوبر (منذ 2015)
- خدمة كريم (منذ 2015)
- خدمة سويڤل (منذ 2017)

## أعلام المدينة
- محمود السعدني
- صالح سليم
- محمد هنيدي
- الشيخ إمام
- محمد أبو تريكة
- راوية عطية
- إبراهيم يسري
- إبراهيم فقي
- أحمد مكي
- علي بن رضوان
- عصام شرف
- أحمد عزمي
- شمس البارودي
- كريم عبد العزيز
- منة شلبي
- محمد رمضان

## معرض صور

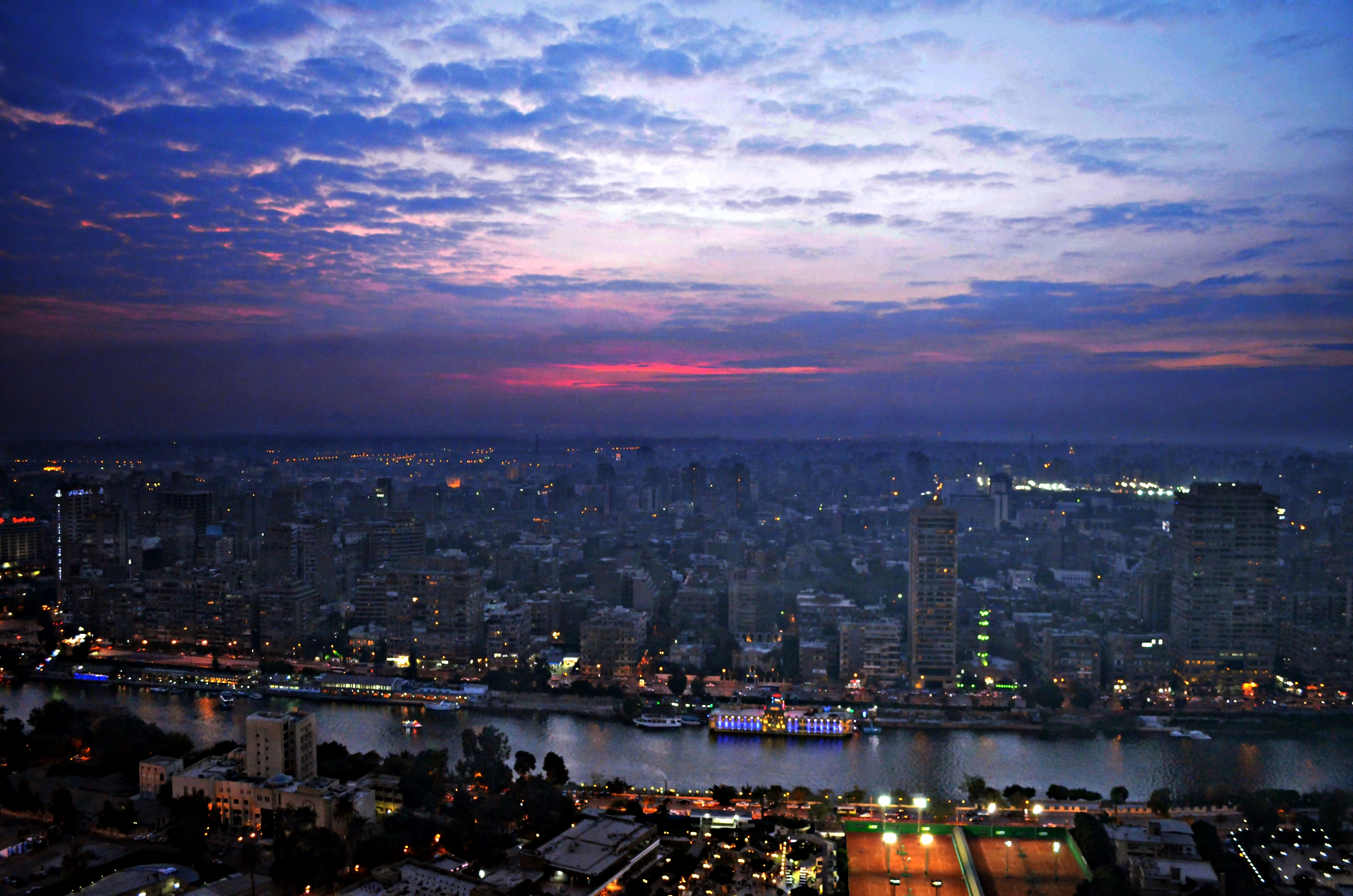
الغروب بمدينة الجيزة
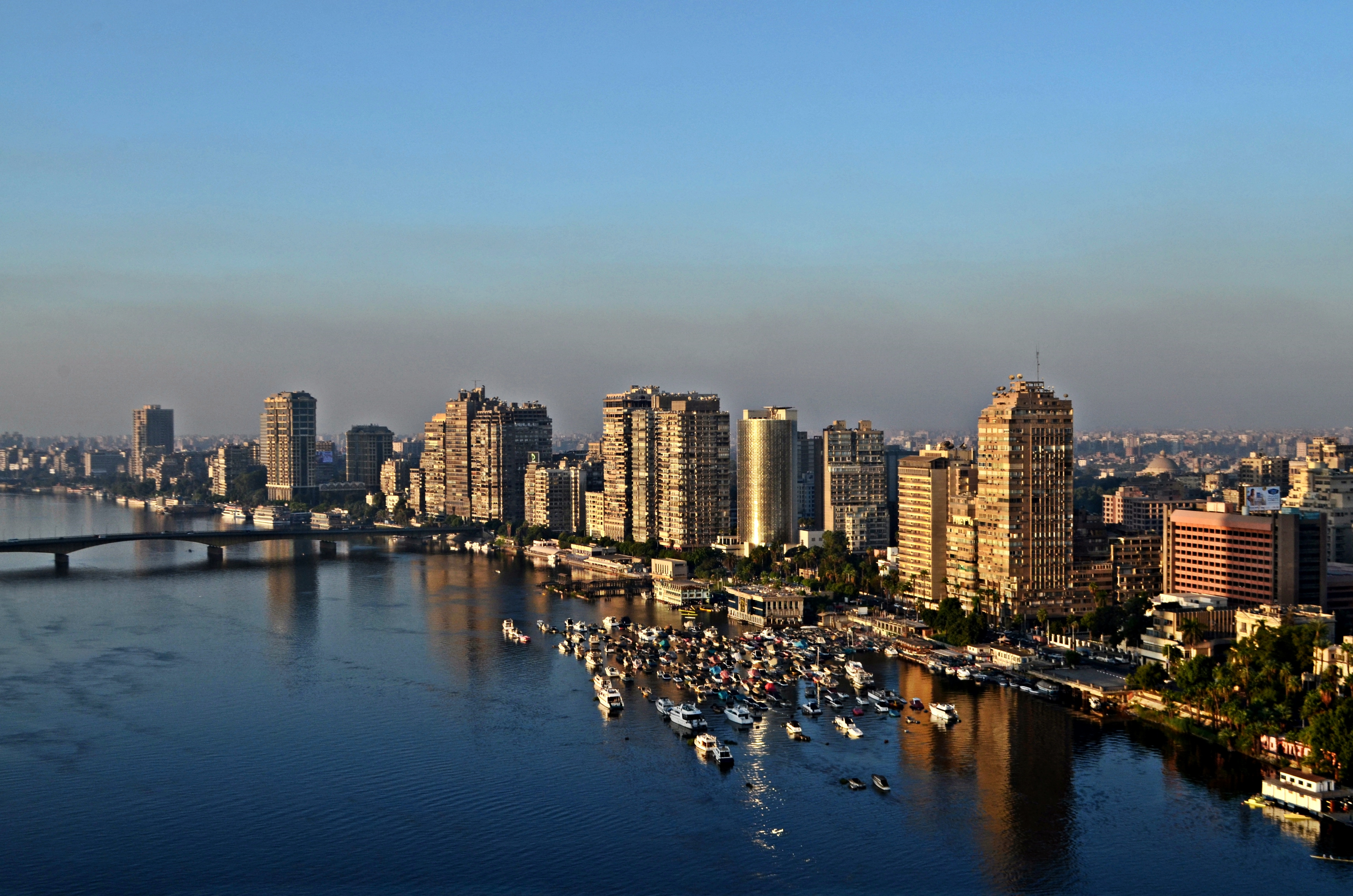
كورنيش النيل بمدينة الجيزة
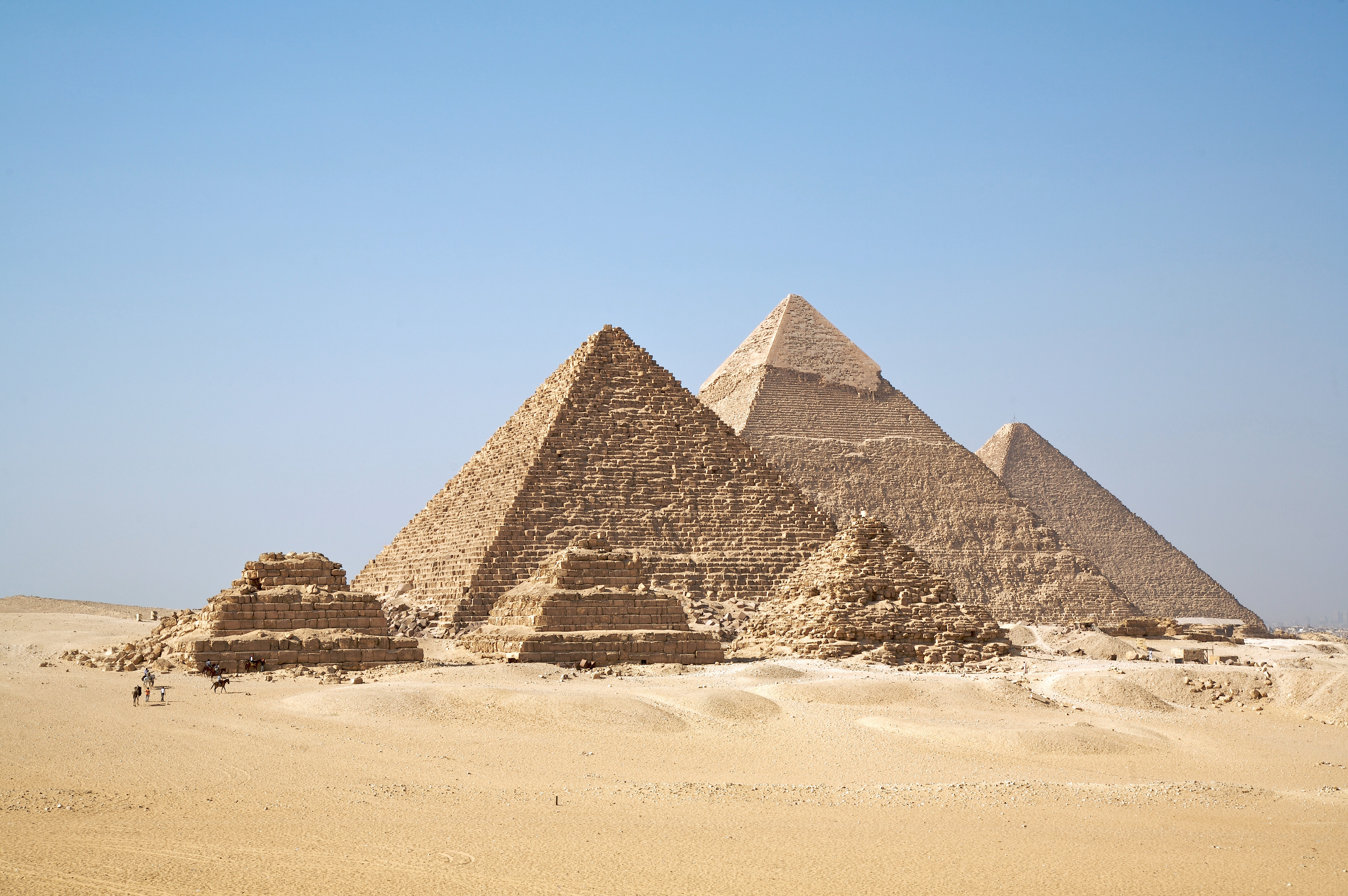
أهرام الجيزة
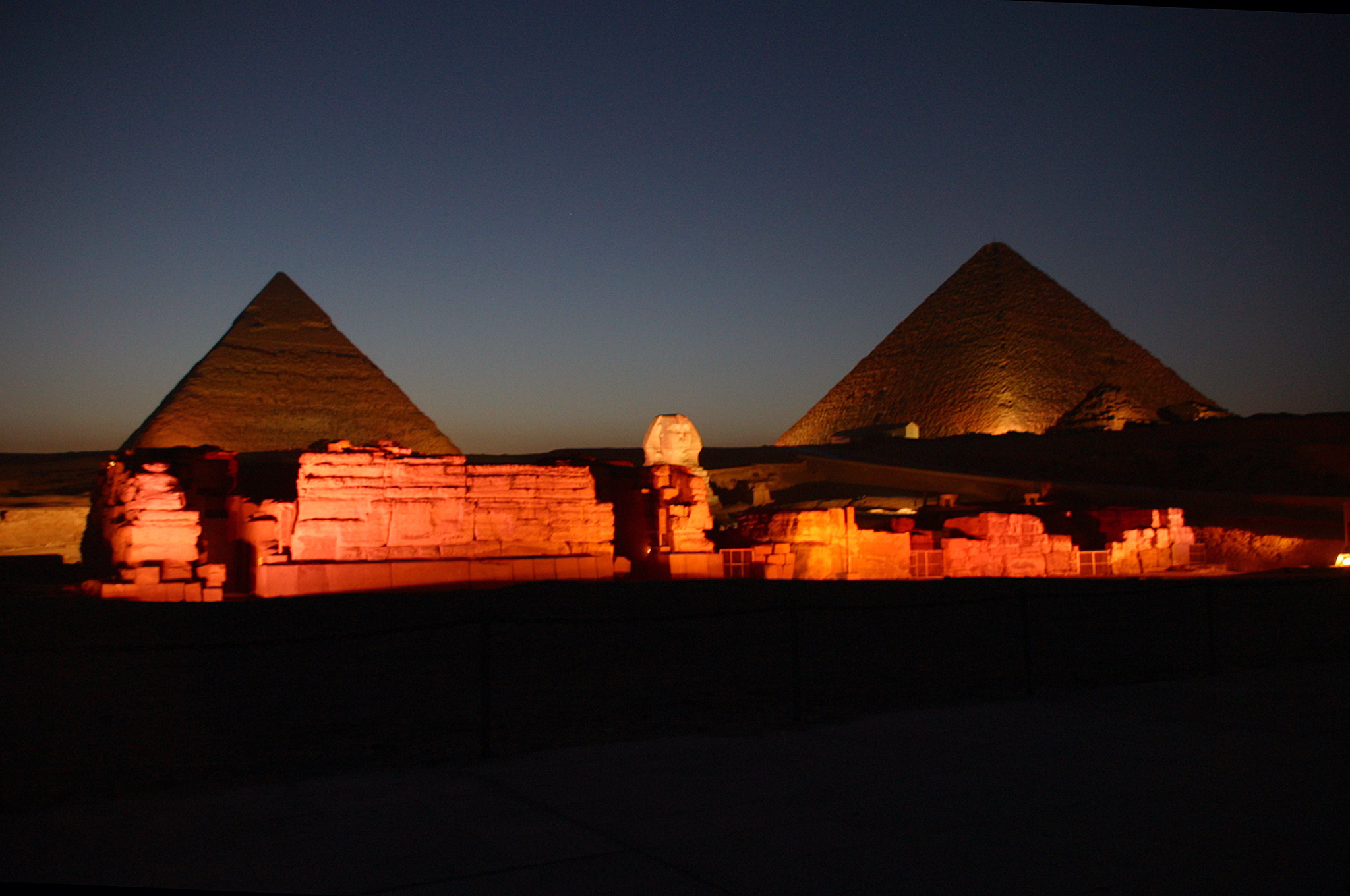
أهرام الجيزة ليلاً
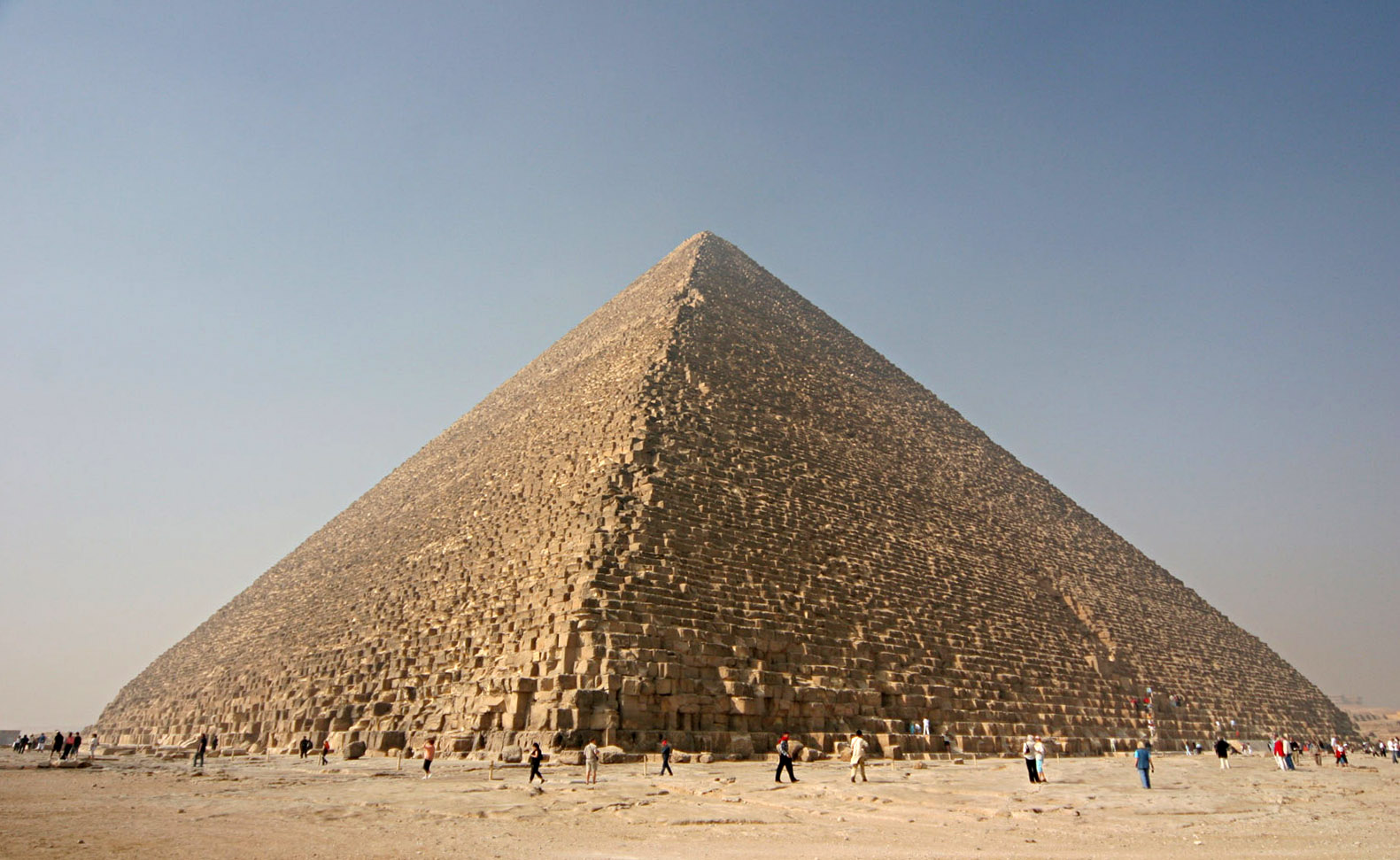
هرم خوفو
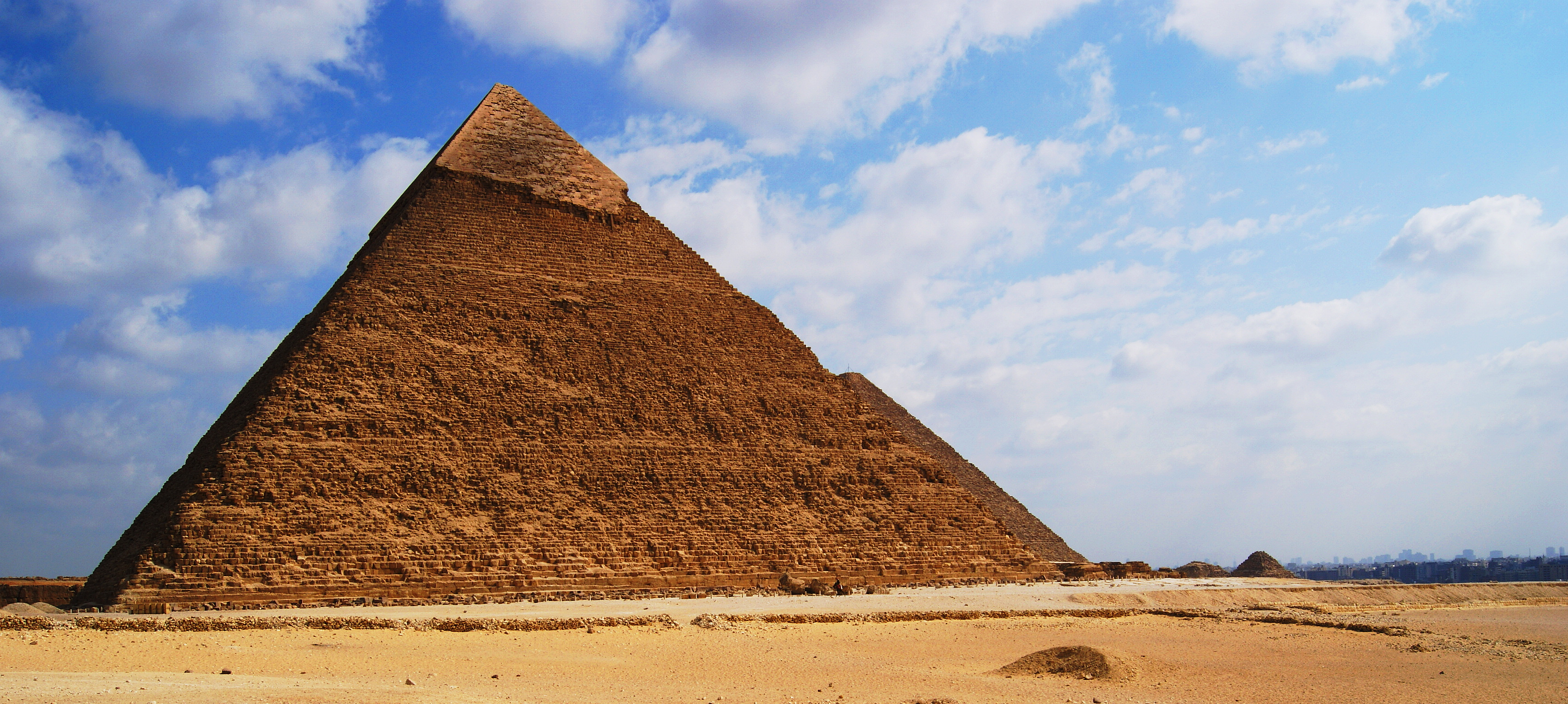
هرم خفرع
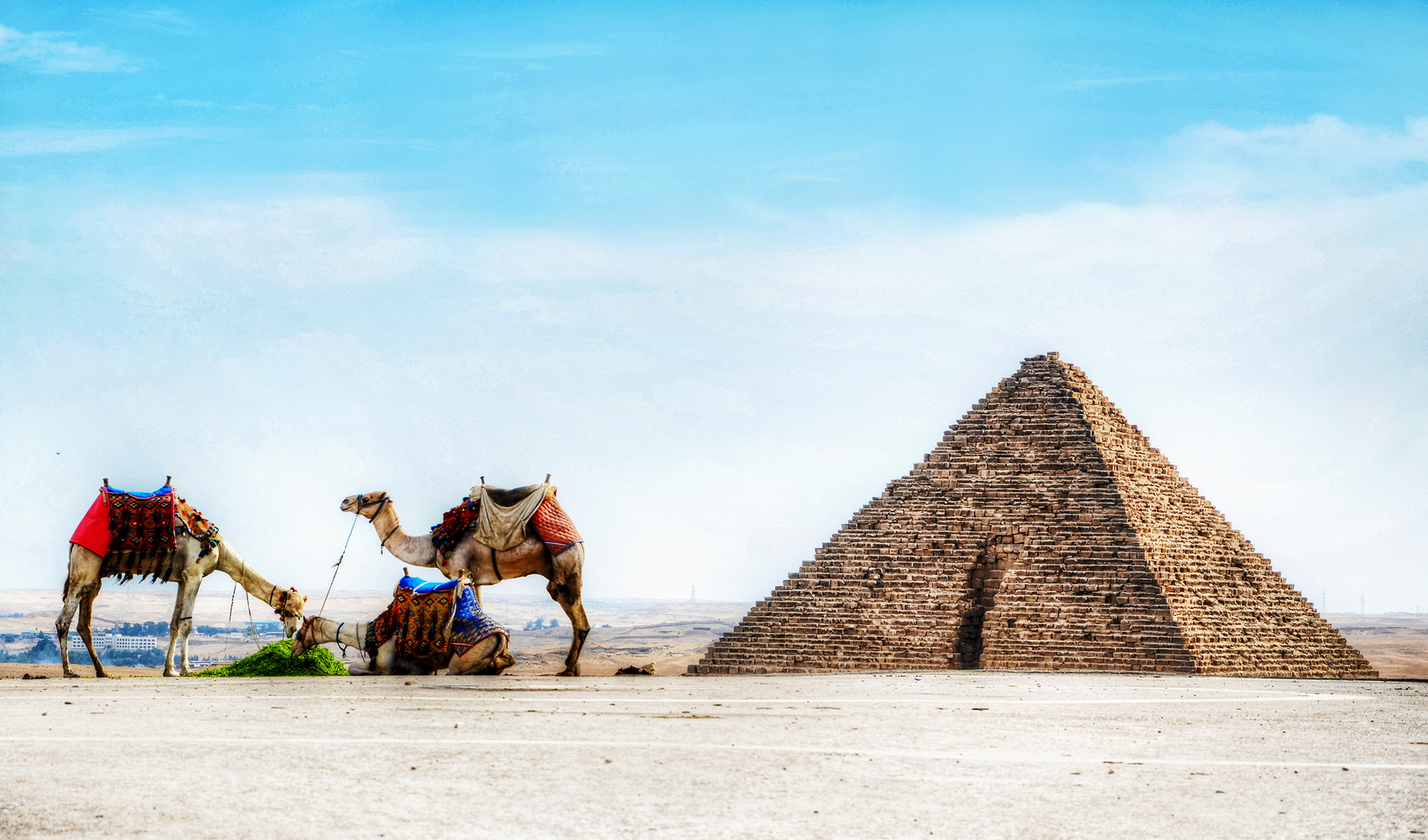
هرم منقرع
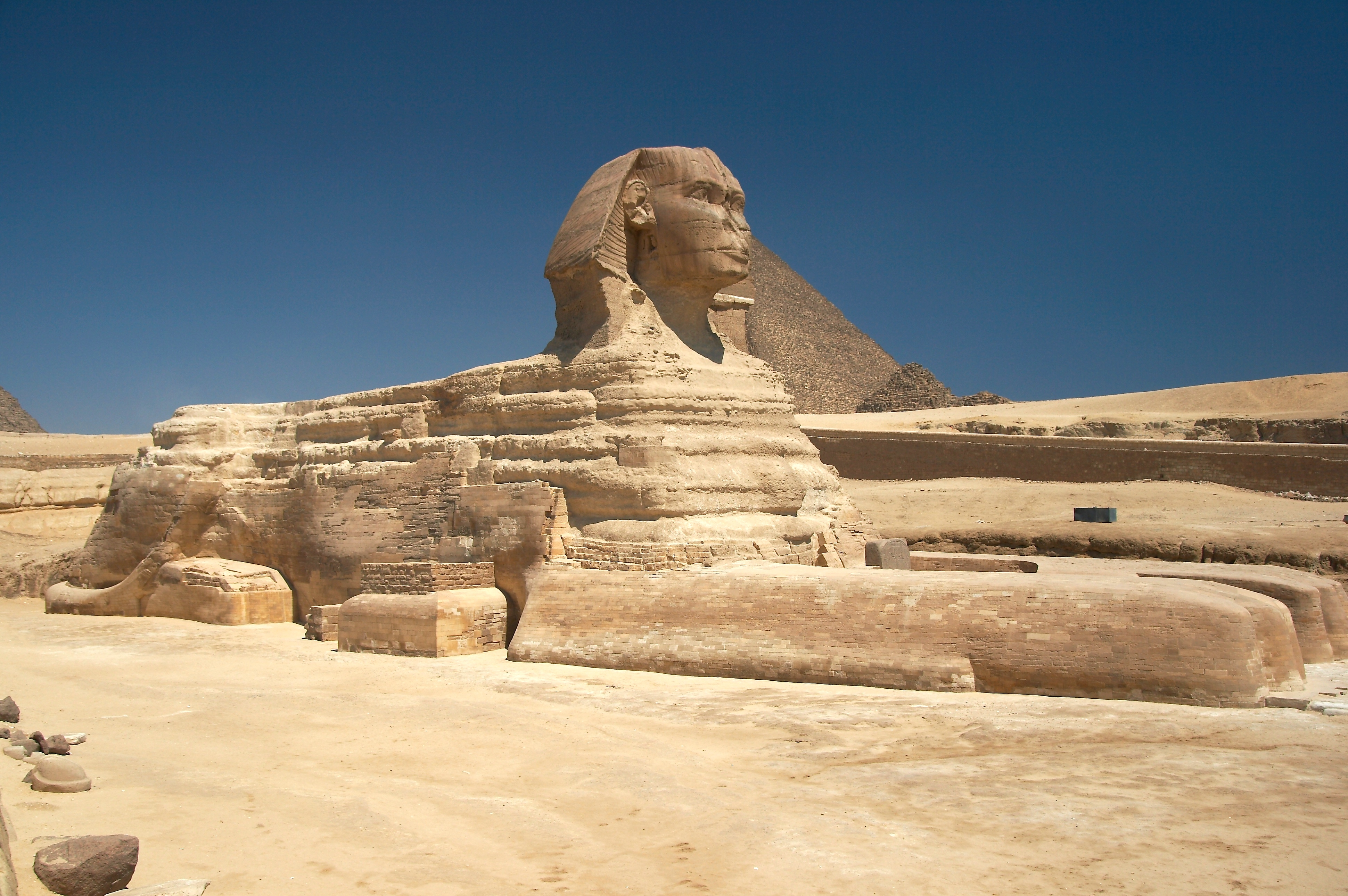
أبو الهول "الجيزة"
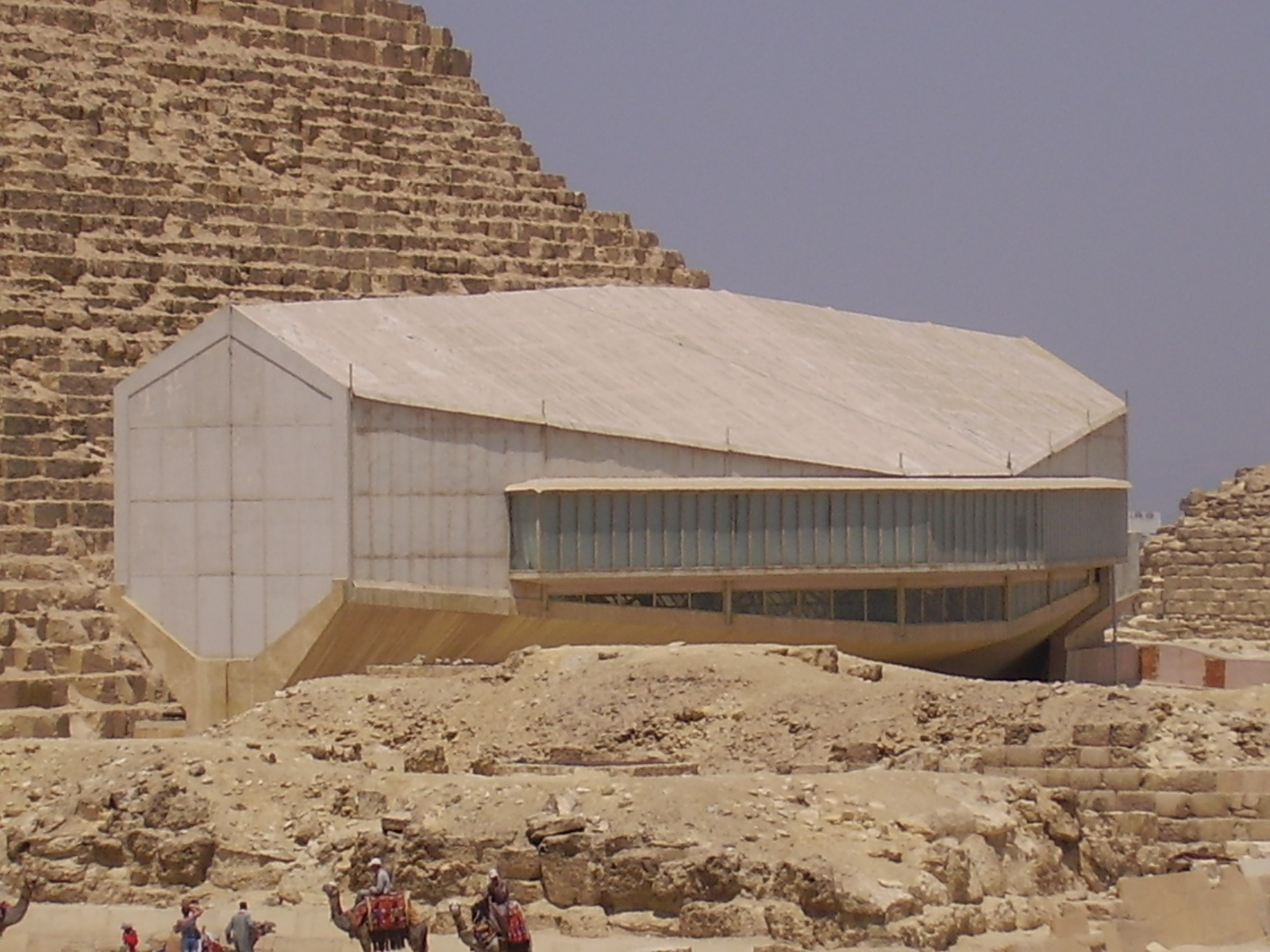
متحف مراكب الشمس
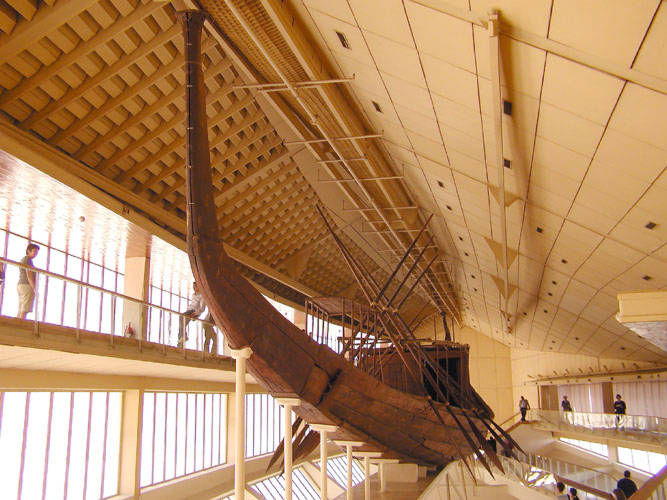
مراكب الشمس
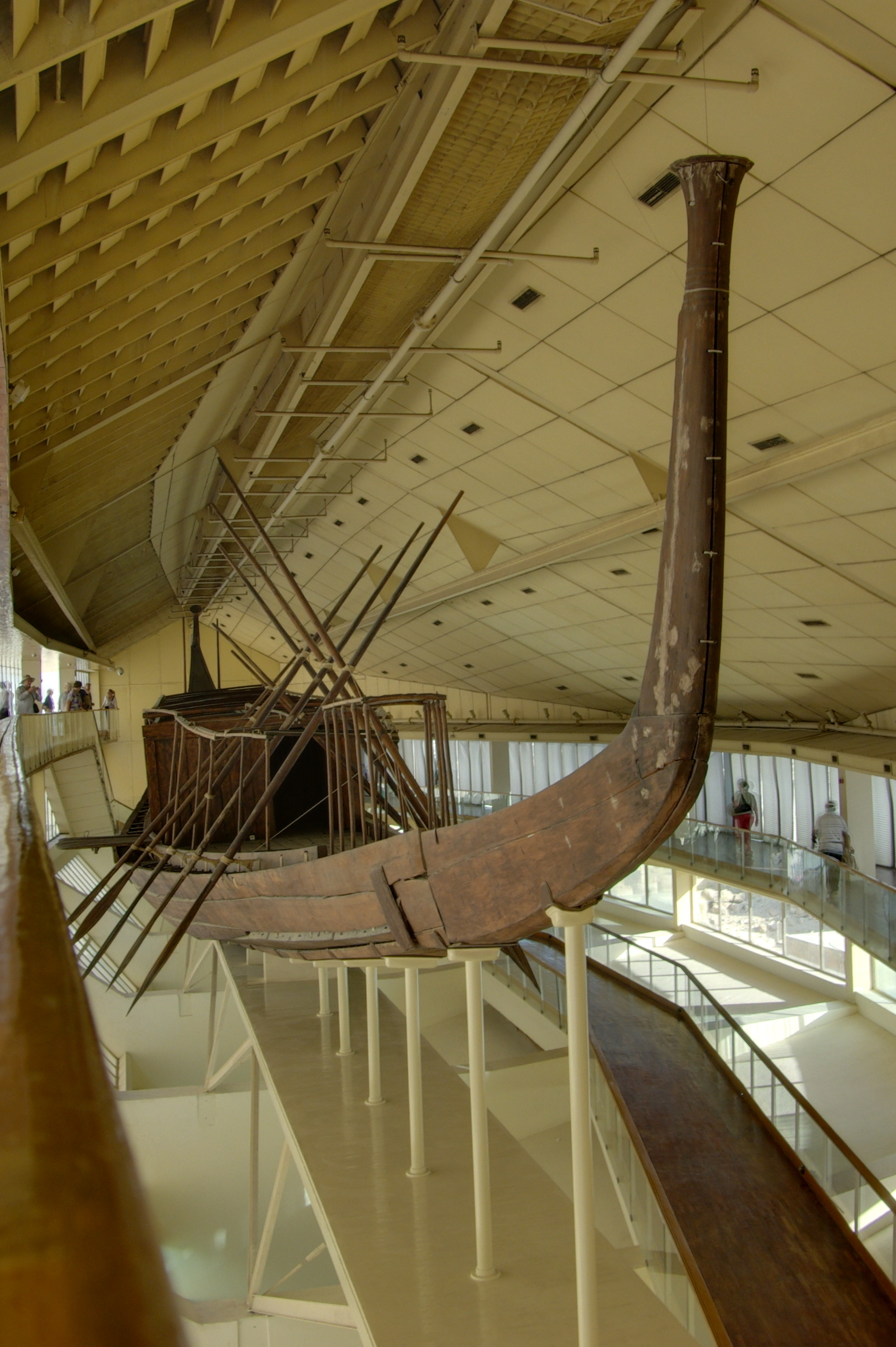
مراكب الشمس
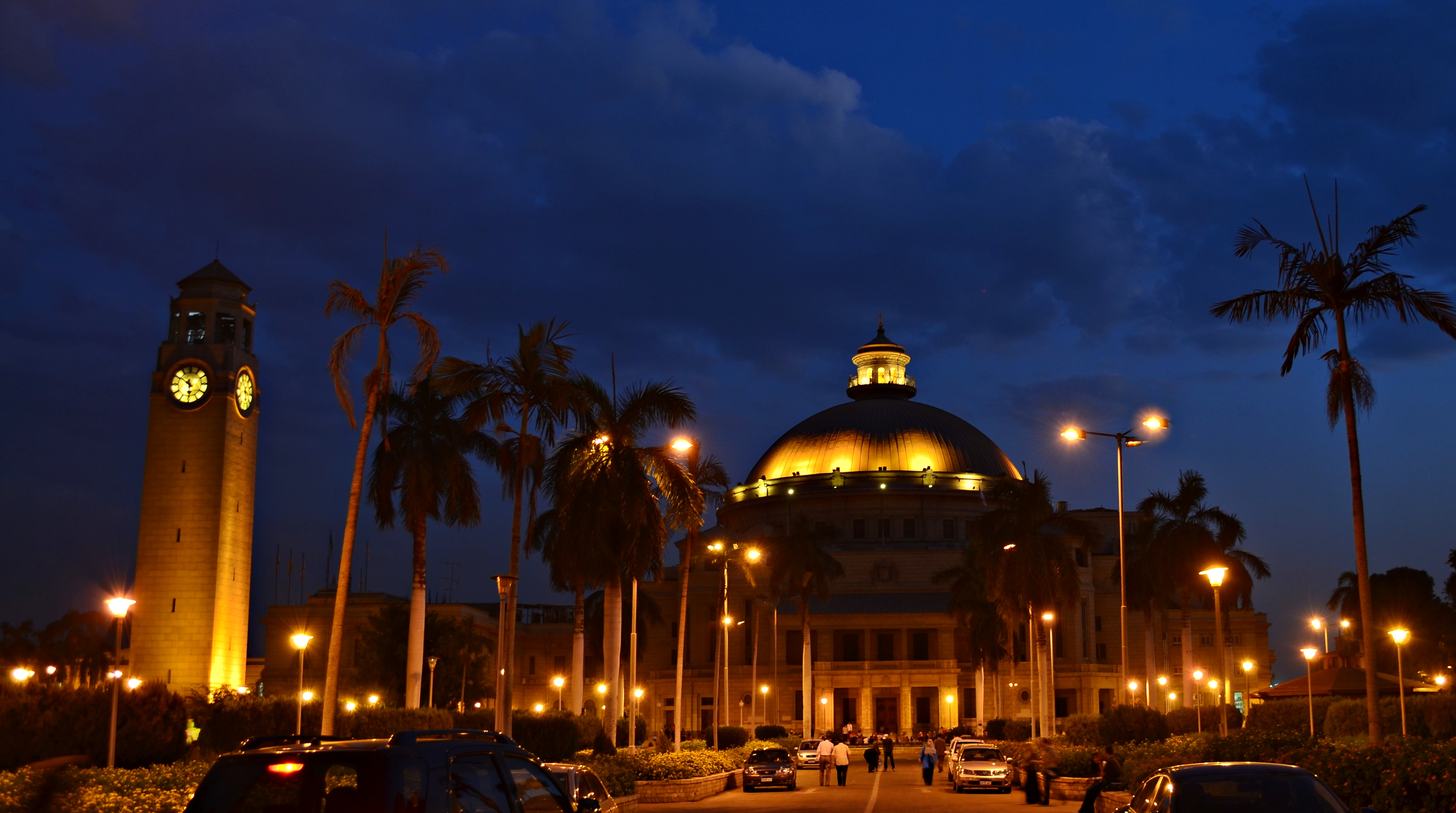
جامعة القاهرة
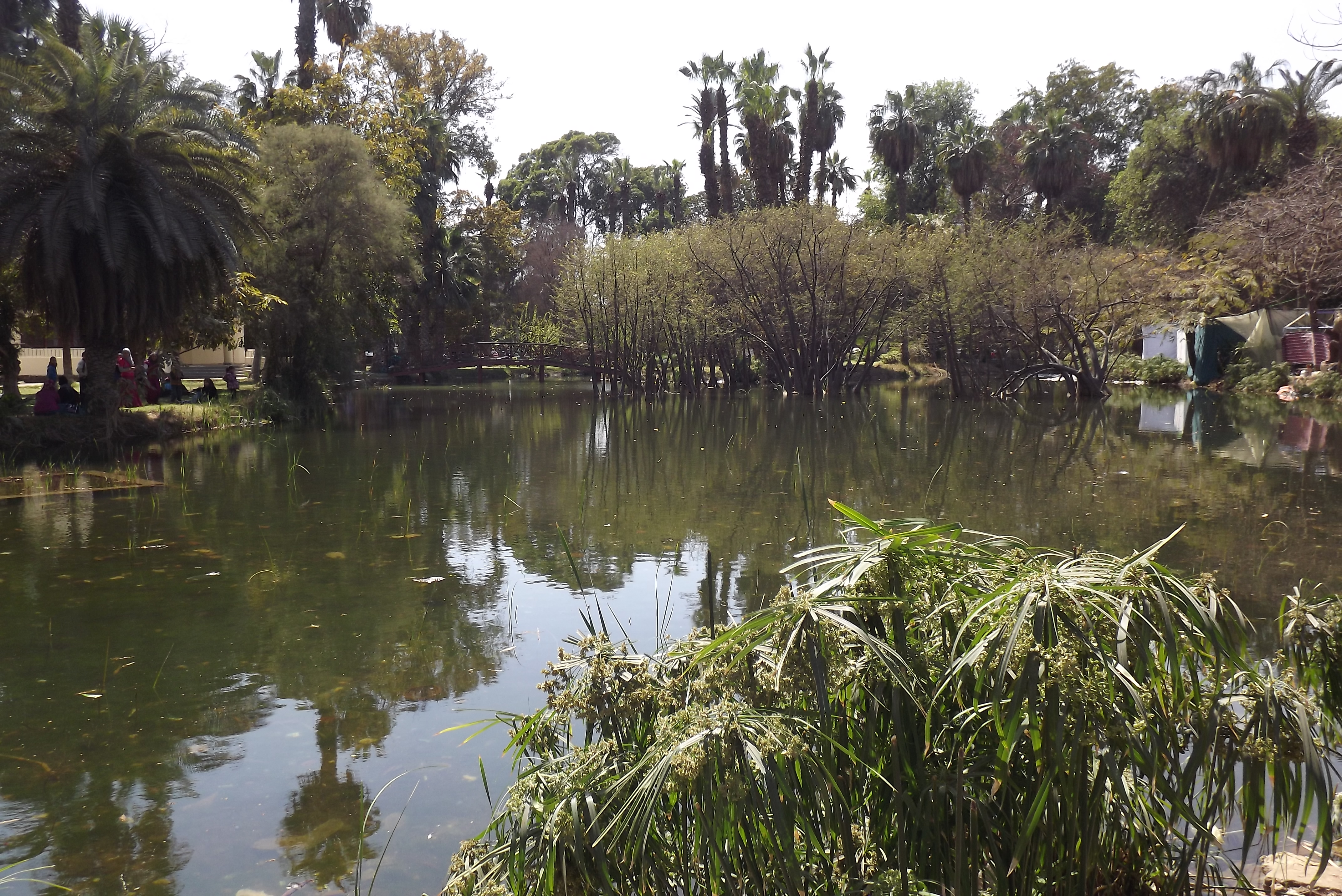
حديقة الأورمان "الجيزة"
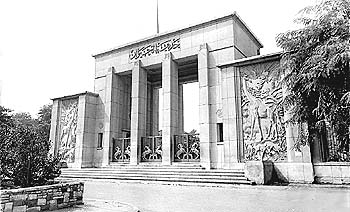
حديقة حيوان الجيزة "الجيزة"
القرية الفرعونية "الجيزة"
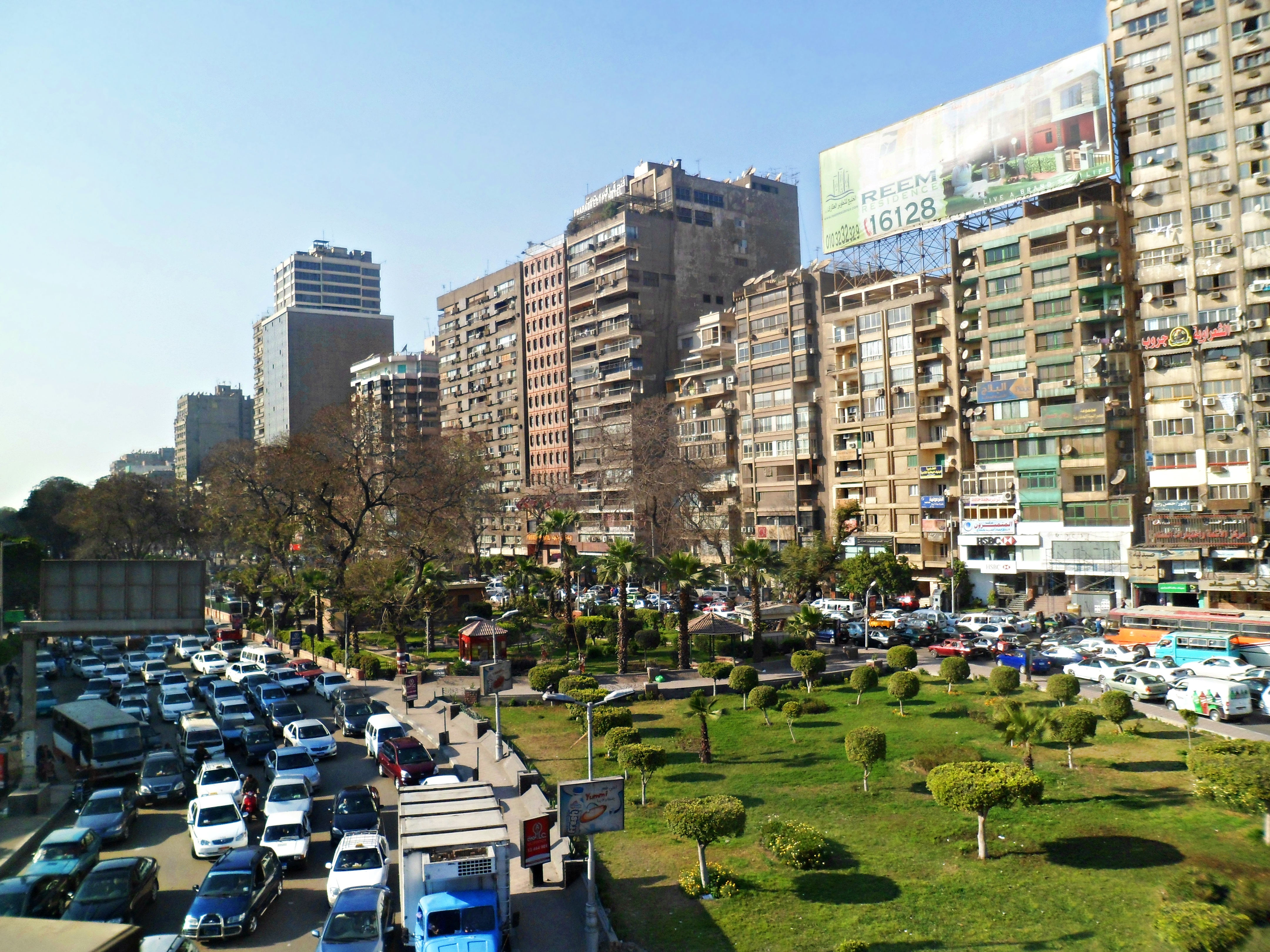
تعاني الجيزة من التكدس المروري
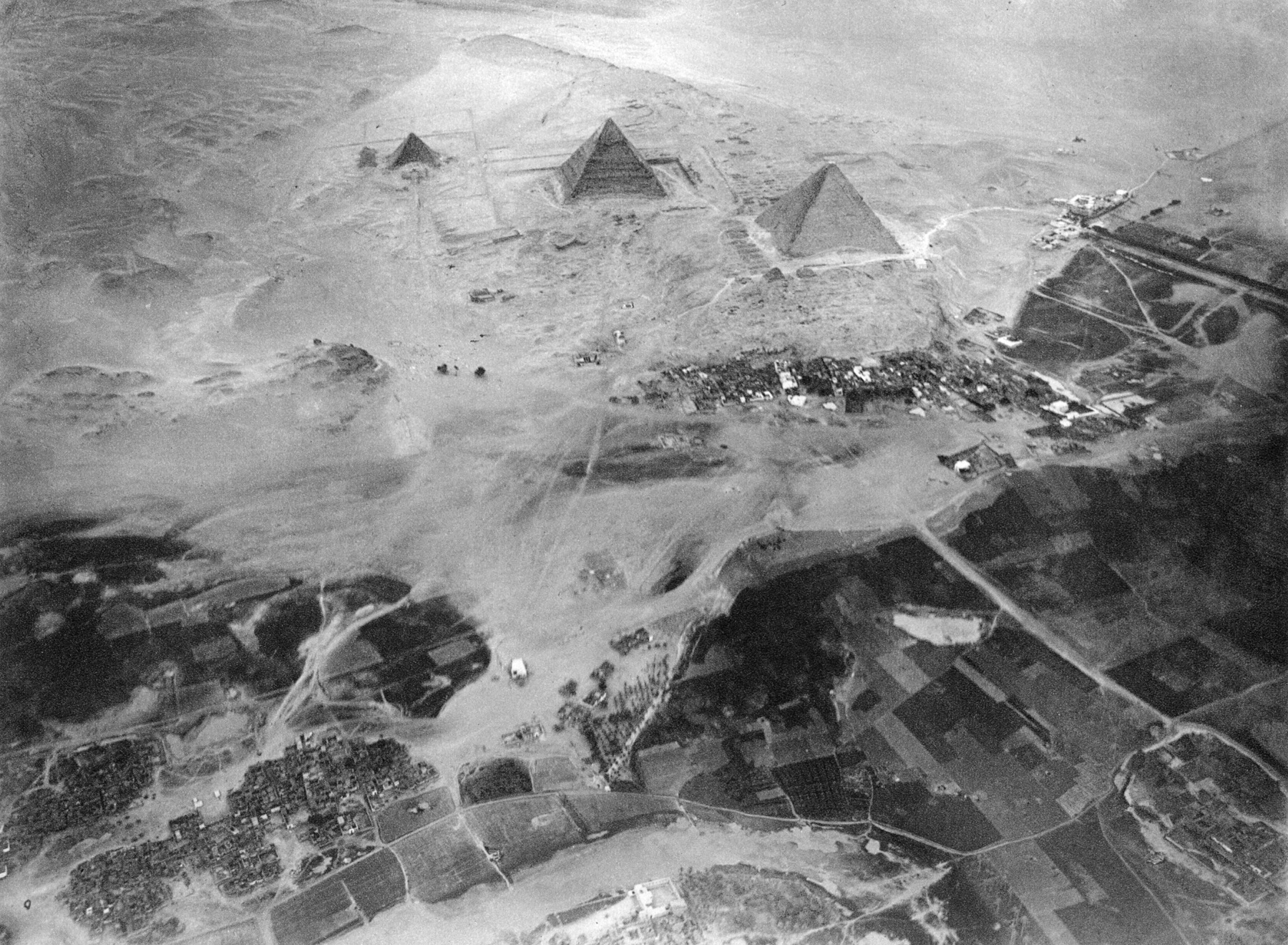
صورة جوية التقطت في مطلع القرن العشرين قبل التوسع العمراني للجيزة
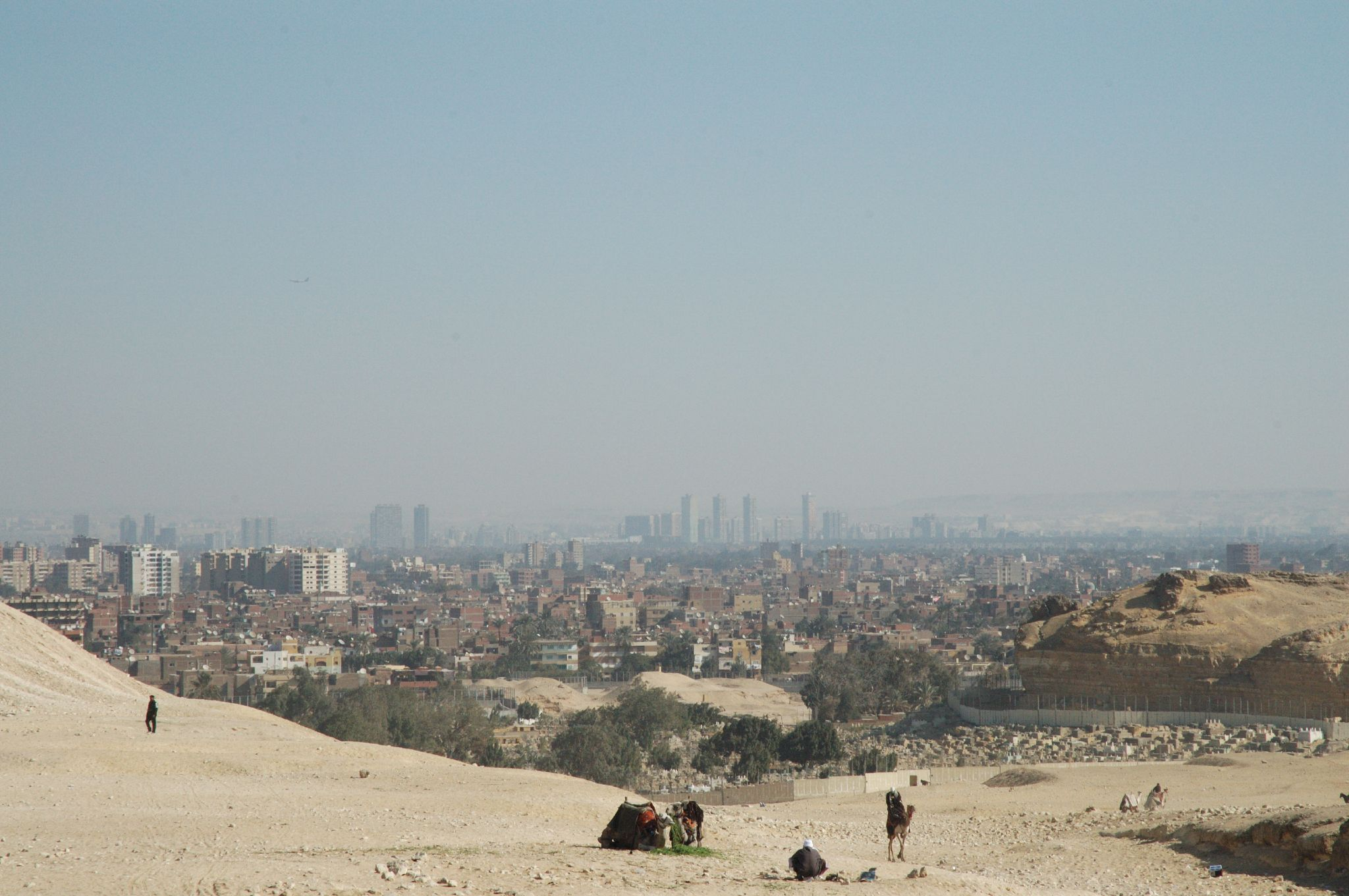
الجيزة كما تبدو من أعلى الهضبة التي عليها الأهرامات، ويظهر جانب من مدينة القاهرة المجاورة في الخلفية
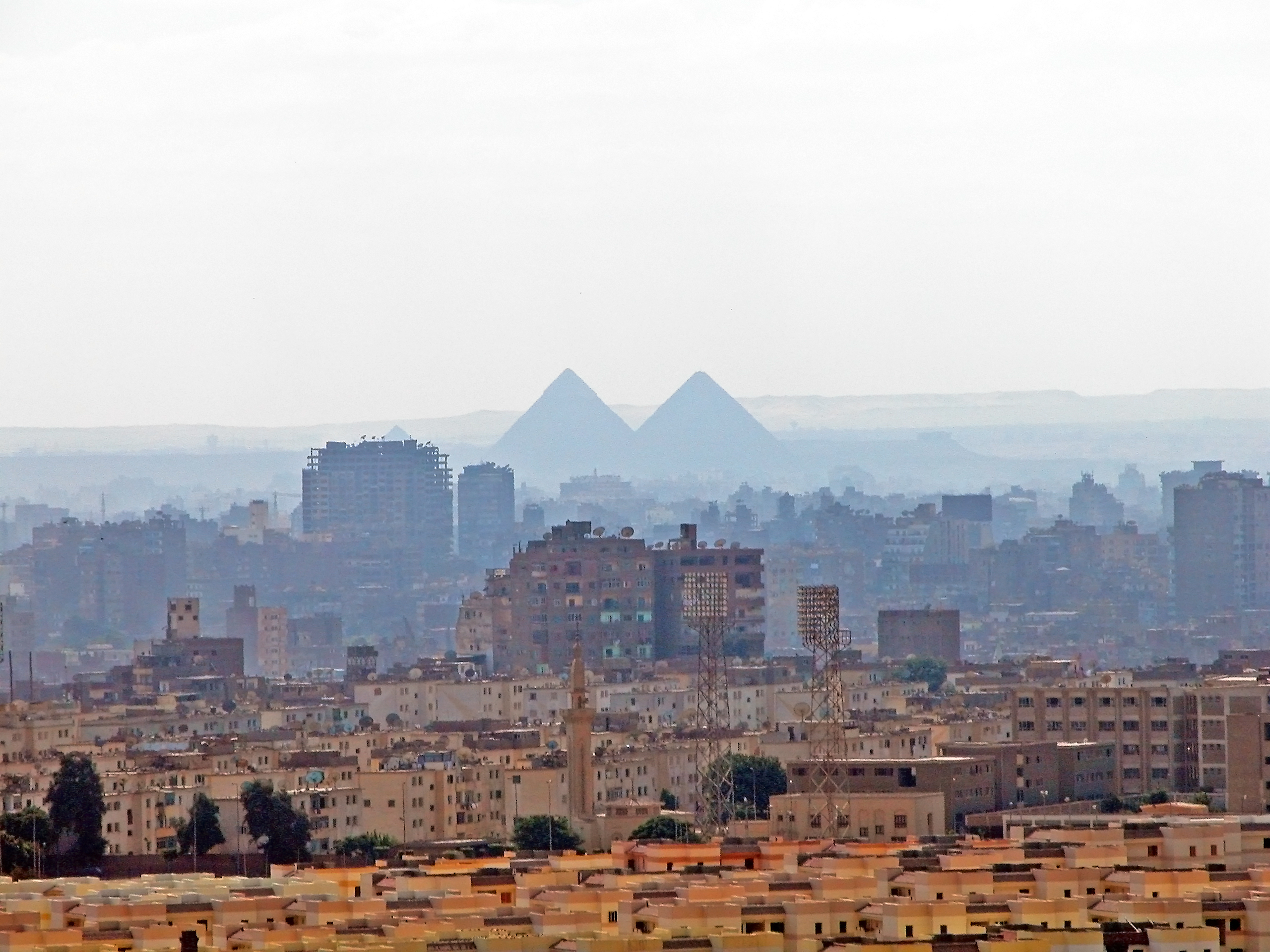
الأهرامات كما تبدو من مدينة الجيزة
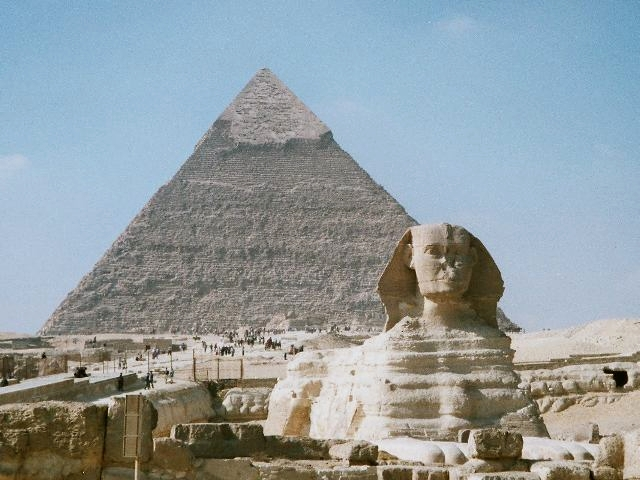
أبو الهول وهرم خفرع في الجيزة
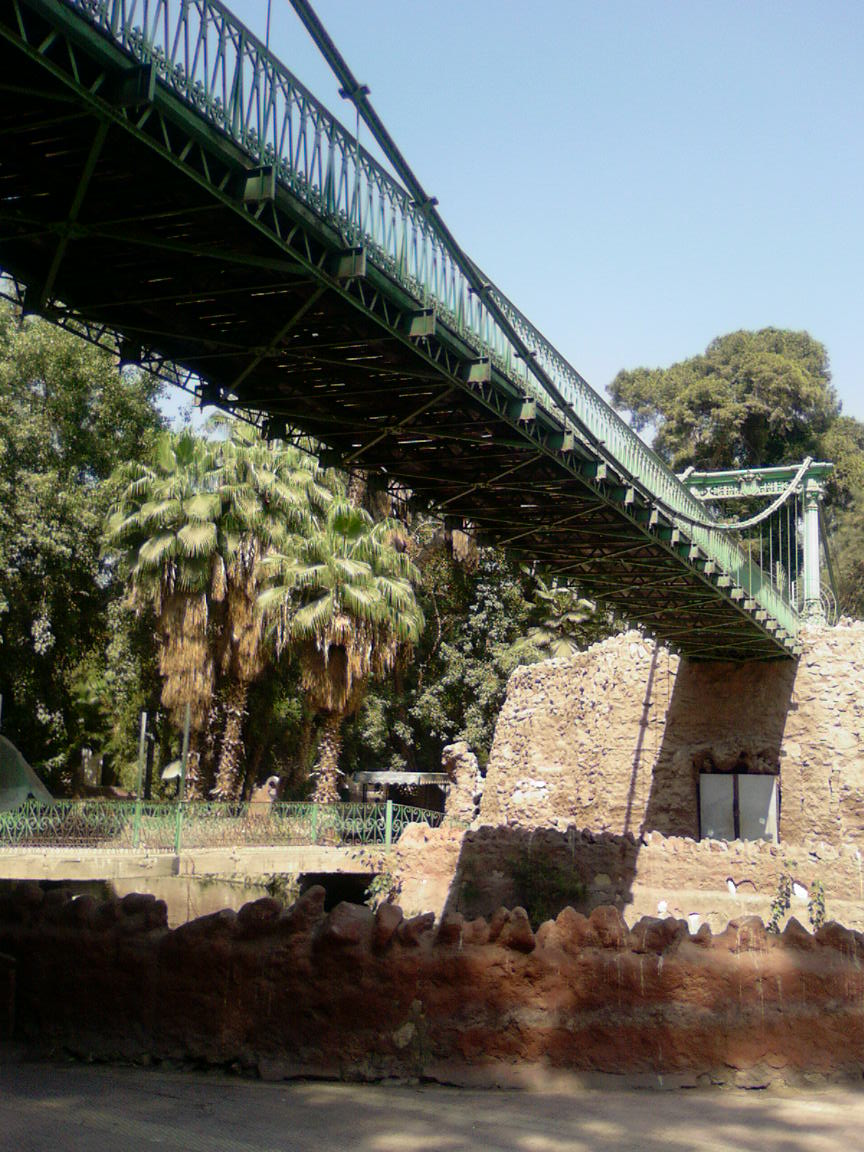
جسر داخل حديقة الحيوان بالجيزة
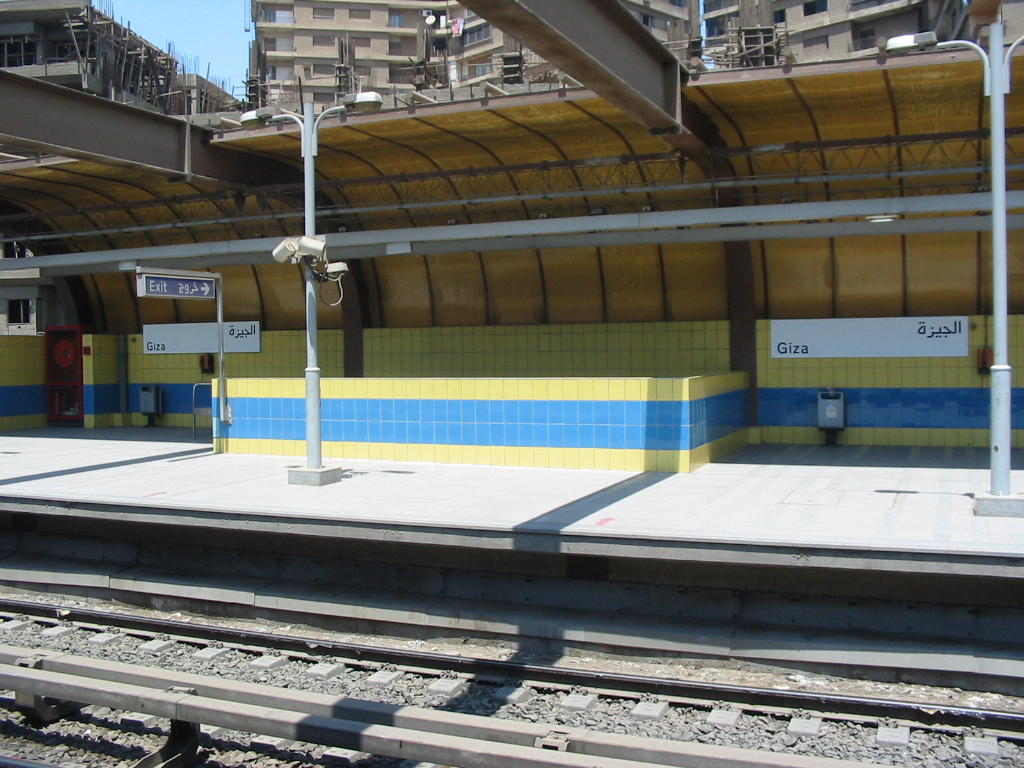
محطة الجيزة على الخط الثاني من مترو الأنفاق
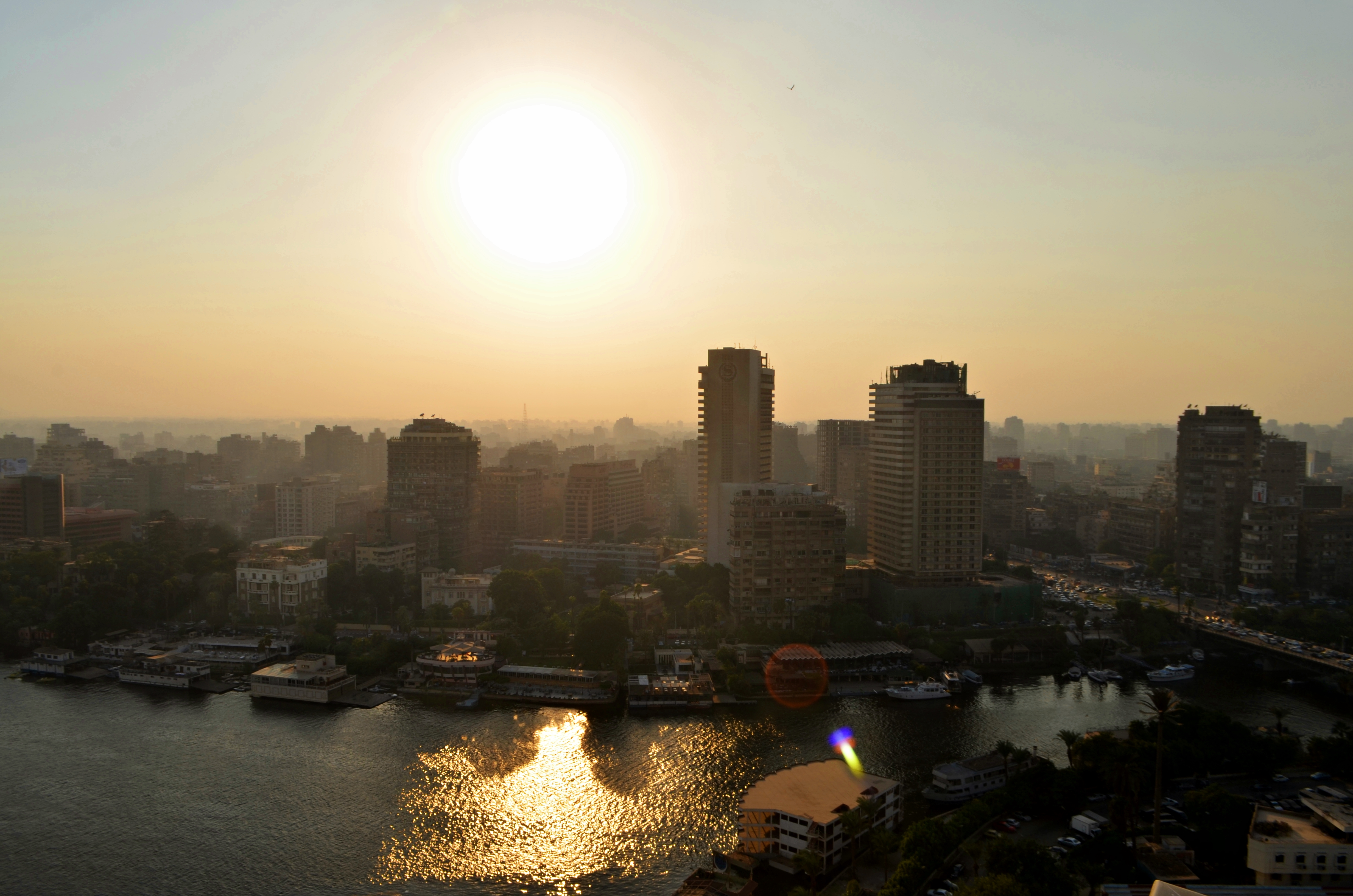
مدينة الجيزة التي بها عدد من الشركات والمصالح الحكومية
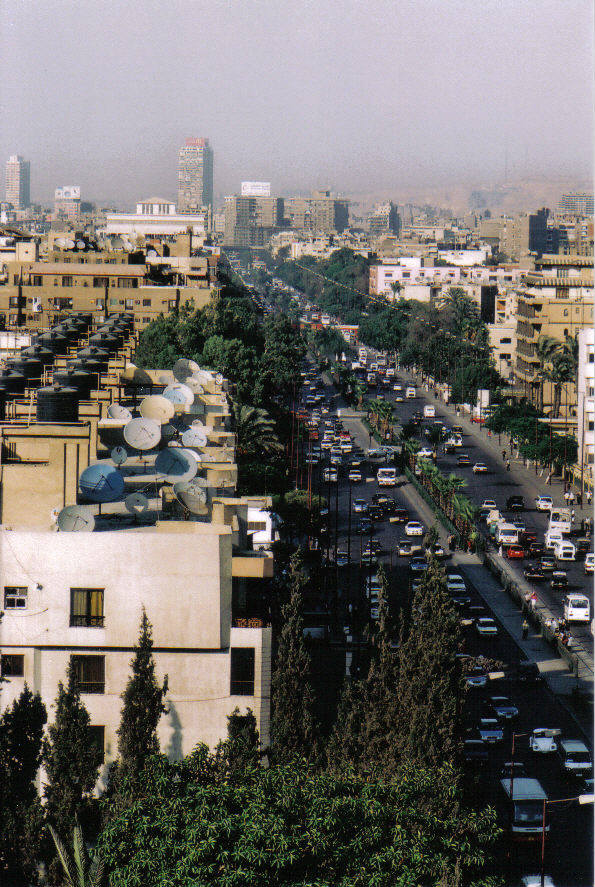
شارع الهرم أحد أهم محاور المدينة
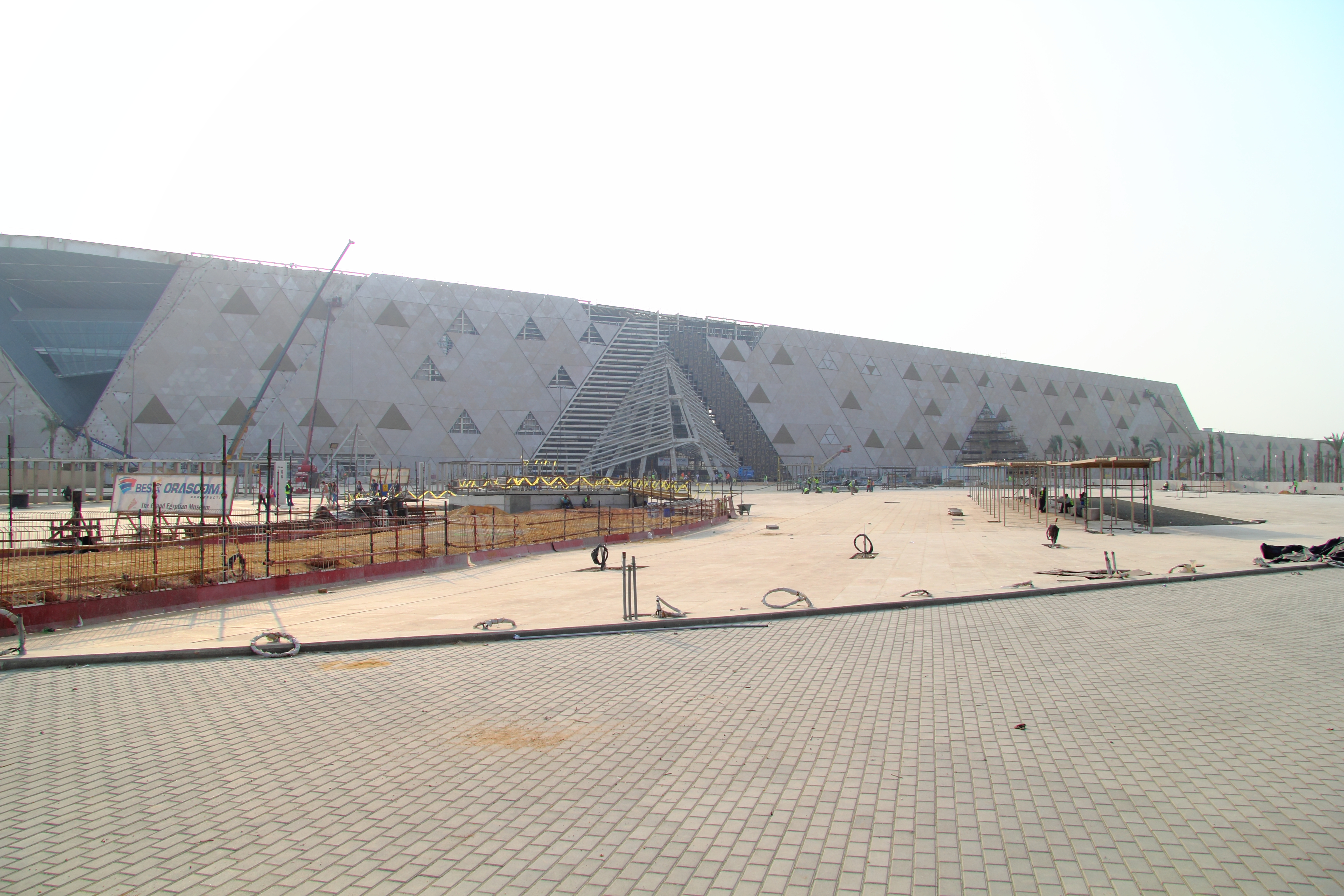
المتحف المصري الكبير تحت الإنشاء